# Casimir Christoph Schmidel
Casimir Christoph Schmidel ( Bayreuth, 21 de novembro de 1718 - Ansbach, 28 de dezembro de 1792) foi um botânico alemão.